# Bretagne-de-Marsan
Bretagne-de-Marsan (okzitanisch: Bretanha de Marsan) ist eine französische Gemeinde mit 1.626 Einwohnern (Stand: 1. Januar 2022) im Département Landes in der Region Nouvelle-Aquitaine. Sie gehört zum Arrondissement Mont-de-Marsan und zum Kanton Mont-de-Marsan-2. Die Einwohner werden Bretons genannt.

## Geographie
Die Gemeinde Bretagne-de-Marsan liegt etwa fünf Kilometer südsüdöstlich des Stadtzentrums von Mont-de-Marsan am Südrand der Landes de Gascogne. Die Gemeinde liegt im Einzugsgebiet des Flusses Adour. Einer seiner Nebenflüsse, der Ruisseau du Bos, hier auch Ruisseau des Longs genannt, durchquert das Gemeindegebiet und wird zu einem See aufgestaut. Umgeben wird Bretagne-de-Marsan von den Nachbargemeinden Mont-de-Marsan im Norden, Mazerolles im Nordosten, Bascons im Osten, Saint-Maurice-sur-Adour im Süden, Benquet im Westen sowie Saint-Pierre-du-Mont im Nordwesten.

## Bevölkerungsentwicklung
| Jahr                       | 1962 | 1968 | 1975 | 1982 | 1990 | 1999 | 2006 | 2012 | 2021 |
| Einwohner                  | 454  | 542  | 573  | 750  | 834  | 911  | 1187 | 1490 | 1635 |
| Quellen: Cassini und INSEE |      |      |      |      |      |      |      |      |      |

## Sehenswürdigkeiten
- Kirche Saint-Martin
- Wasserturm